# ジェシカ・ハーディ
ジェシカ・ハーディ（Jessica Hardy、1987年3月12日 - ）はアメリカカリフォルニア州ロングビーチ出身の女子競泳選手。専門は平泳ぎ。

## 経歴
2005年のモントリオール世界水泳選手権の100m平泳ぎ準決勝で1分06秒20の世界新記録を樹立するが、決勝ではオーストラリアのリーゼル・ジョーンズに敗れ、銀メダルに終わる。50m平泳ぎとメドレーリレーと合わせて3つの銀メダルを獲得した。
2007年のメルボルン世界水泳選手権では50m平泳ぎで金メダルを獲得。100m平泳ぎは4位だった。
2008年の北京オリンピック米国代表選考会で100m平泳ぎに優勝、50m自由形で2位に入り出場権を獲得するが、直後のドーピング検査で禁止薬物のクレンブテロールに陽性反応を示し 五輪出場を断念した。
米国水連はハーディに2年間の出場停止処分を科したが、米国仲裁協会が処分が重すぎるとして1年間に短縮した。国際水泳連盟と世界アンチ・ドーピング機関は米国仲裁協会の決定を無効にするようスポーツ仲裁裁判所に提訴したが、却下された。
処分が明けて出場した2009年8月、ワシントンの大会の100m平泳ぎで、レベッカ・ソニが世界選手権でマークした世界記録を上回る1分04秒45で優勝した。50m平泳ぎも29秒80の世界新記録を樹立した。

## 自己ベスト
- 50m 自由形 : 24秒48 (2008年)
- 100m 自由形 : 53秒96 (2012年)
- 50m 平泳ぎ : 29秒80 (2009年)
- 100m 平泳ぎ : 1分04秒45 (2009年)